# Schmidt János (agrármérnök)
Schmidt János (Feketeerdő, 1935. szeptember 9. – 2020. november 18.) magyar agrármérnök, egyetemi tanár, a Magyar Tudományos Akadémia rendes tagja. Kutatási területe a takarmányozástan, a kérődzők fehérje-, valamint aminosav-forgalma. 1976 és 1985 között az Agrártudományi Egyetem Mosonmagyaróvári Mezőgazdaságtudományi Karának, (a mai Széchenyi István Egyetem Mezőgazdaság- és Élelmiszertudományi Kar jogelődjének) dékánja. 1986–1988-ban, valamint 1997 és 2000 között az időközben (1989) a kaposvári, keszthelyi és mosonmagyaróvári karok integrációjából létrejött Pannon Agrártudományi Egyetemnek, illetve jogelődjének tudományos rektorhelyettese.

## Életpályája
1954-ben kezdte meg egyetemi tanulmányait a Gödöllői Agrártudományi Egyetemen. Itt szerzett mezőgazdasági mérnöki diplomát 1959-ben. Itt nagy hatással volt rá Kuthy Sándor, Juhász Balázs, Horn Artúr és Baintner Károly. Diplomájának megszerzése után az egyetemi jellegű Mosonmagyaróvári Mezőgazdasági Akadémia Állattenyésztési Tanszékén kapott tanársegédi állást. 1964-től az időközben Mosonmagyaróvári Agrártudományi Főiskola (1962–1970), majd Agrártudományi Egyetem Mosonmagyaróvári Mezőgazdaságtudományi Kar (1970–1989) elnevezéssel működő intézmény adjunktusaként, 1970-től egyetemi docenseként oktatott. 1979-ben vette át egyetemi tanári kinevezését. Közben 1976-ban a kar dékánjává választották, ezt a tisztségét közel tíz éven át, 1985-ig töltötte be. Ezt követően az egyetem tudományos rektorhelyettese lett. 1987-ben az addig az Állattenyésztési Tanszék keretein belül működött Takarmányozási Csoportot Tanszékké fejlesztette. A Takarmányozástani Tanszék vezetését alapításától egészen 2000 júliusáig vezette. Közben 1997-ben ismét az egyetem rektorhelyettesévé választották három évre. 2005-ben kutatóprofesszori, 2008-ban főtanácsadói megbízást kapott.
1973-ban védte meg a mezőgazdasági tudományok kandidátusi, 1989-ben akadémiai doktori értekezését. Az MTA Állatnemesítési, Állattenyésztési és Takarmányozási Bizottságának, a Gyepgazdálkodási Bizottságnak és a Veszprémi Akadémiai Bizottságnak lett tagja. Előbbinél később átvette az elnöki pozíciót. 1994 és 2000 között a Magyar Tudományos Akadémia közgyűlésének doktori képviselője volt. 2001-ben megválasztották az MTA levelező, 2007-ben pedig rendes tagjának. Emellett a Doktori Tanács munkájában is részt vesz. Akadémiai tisztségei mellett 1996 és 2000 között a Magyar Agrártudományi Egyesület Állattenyésztők Társaságának elnöke volt. Az Állattenyésztés és Takarmányozás és a Tejgazdaság című szakfolyóiratok szerkesztőbizottságába is bekerült. Professor emeritus címet adományozott számára a Nyugat-magyarországi Egyetem Mezőgazdaság- és Élelmiszertudományi Kar (2009), díszdoktorává a Veszprémi Egyetem (2004), a Debreceni Egyetem (2008) és a Szent István Egyetem avatta.

## Munkássága
Fő kutatási területe a kérődzők energia-, fehérje- és aminosav-forgalma, a bendőfermentáció, valamint a takarmányok erjesztésén alapuló konzerválási módszerei és azok fejlesztése volt.
Nevéhez fűződik egy olyan bypass fehérje- és zsírkészítmények előállítása, amelyekkel kérődző állatok (például a szarvasmarha) magasabb energia-, illetve fehérjeszükségletei a bendő sérülése nélkül fedezhetőek. Munkatársaival új metabolizáható fehérjét (egyfajta fehérjeértékelési rendszert) dolgozott ki. Ezt alkalmazták kérődzők takarmányozásának modernizációja terén. Ez és más hasonló eredményének köszönhetően tudtak az úgynevezett harmadik generációs biológiai tartósítószereket kifejleszteni, illetve hatékonyságukat növelni.
Több mint háromszázharminc tudományos publikációja jelent meg. Ezeket többségében magyar és angol nyelven adja közre. Emellett kilenc szabadalmat jegyeztetett be munkatársaival.

## Díjai, elismerései
- Ujhelyi Imre-emlékérem (1982)
- Wilhelm Kirchner-díj (1983, Németország)
- Gábor Dénes-díj (1998)
- Darányi Ignác szakkuratóriumi díj (1998)
- A Magyar Köztársasági Érdemrend tisztikeresztje (2006)

## Főbb publikációi
- Takarmányozástan (első kiadás Kakuk Tiborral, 1988, második kiadás 1993)
- Gazdasági állataink takarmányozása; Mezőgazda, Bp., 1995
- Vágóhídi melléktermékek hasznosítása (társszerző, 1998)
- Kérődzők takarmányainak energia- és fehérjeértékelése (társszerző, 2000)
- Quantitative Determination of Protein of Bacterial Origin (társszerző, 2001)
- A szarvasmarhák energia-, fehérje- és aminosav ellátásának javítása (2001)
- Takarmányozás és a tej minősége (2006)
- A szarvasmarhák energia-, fehérje- és aminosavellátásának javítása; MTA, Bp., 2006 (Székfoglalók a Magyar Tudományos Akadémián)
- A takarmányozás alapjai; szerk. Schmidt János; 2. átdolg., bőv. kiad.; Mezőgazda, Bp., 2007
- A biológiai tartósítószerek fejlesztésének aktuális kérdései (2008)
- A takarmányozás alapjai; szerk. Schmidt János; 4. átdolg., bőv. kiad.; Mezőgazda, Bp., 2015

## További irodalom
- Czimber Gyula – Horváth Károly (szerk.): A tanszékek és egységek története (1954-1993). PANNON Agrártudományi Egyetem Mezőgazdaságtudományi Kar. Mosonmagyaróvár, 1993
- Walleshausen Gyula: A magyaróvári agrárfelsőoktatás 175 éve. PANNON Agrártudományi Egyetem Mezőgazdaságtudományi Kar. Mosonmagyaróvár, 1993